# Yogurtera

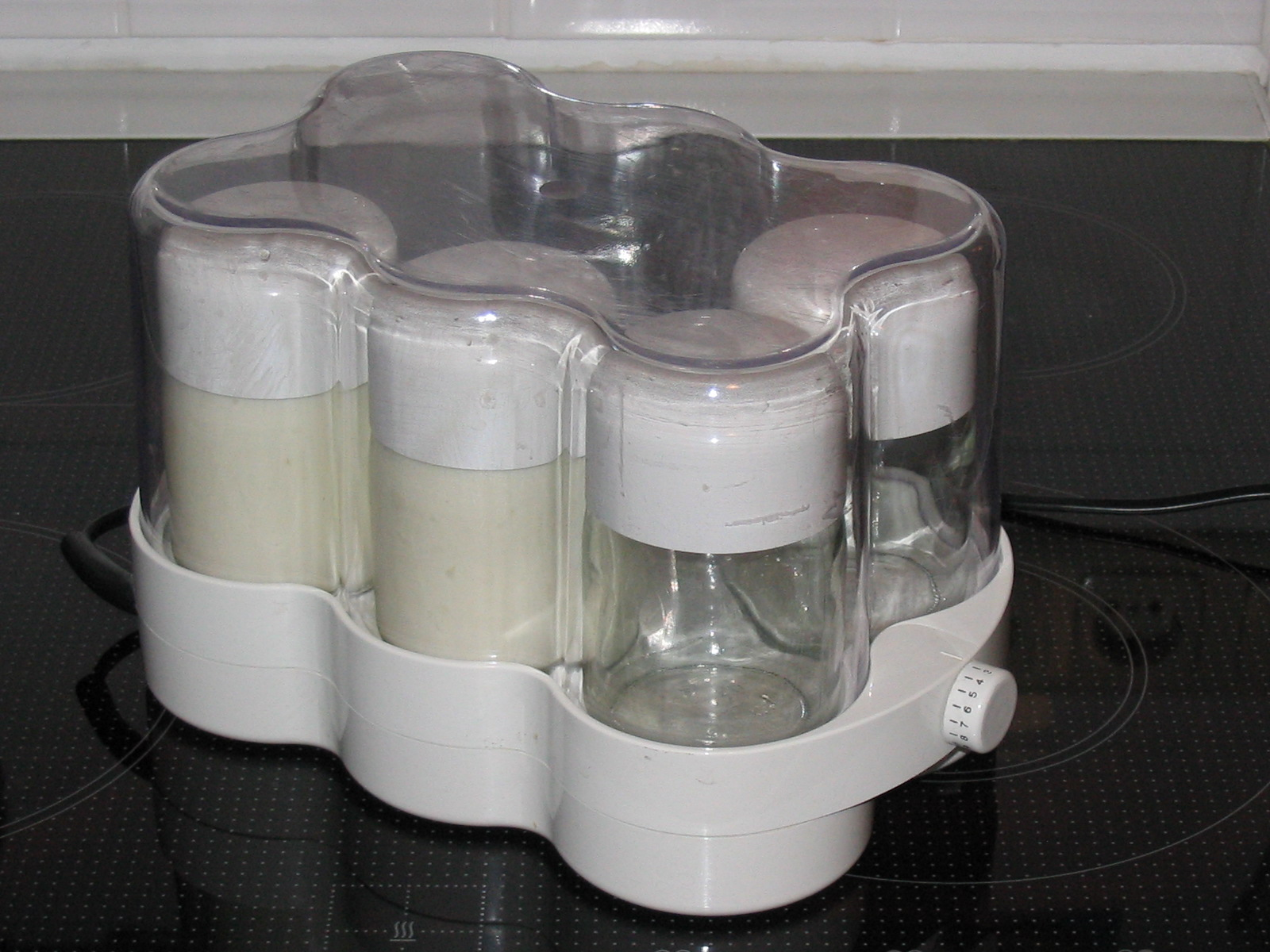
Yogurtera

Una yogurtera o yogurera es un electrodoméstico para fermentar leche y hacer yogur. Se trata de un dispositivo calefactor equipado con varios frascos de vidrio en los que se introduce leche y fermentos lácticos, donde se calientan suavemente durante varias horas para permitir que los fermentos actúen.
Como alternativa, es suficiente con mezclar la leche calentada a 43 °C con un poco de yogur y dejar reposar en un termo durante al menos seis horas. Sin embargo, el yogur cuajado solo se puede elaborar si se aumenta ligeramente el contenido proteínico de la leche añadiendo leche en polvo.

## Descripción
Una yogurtera es un recipiente pequeño, redondo o rectangular, con tapa transparente y paredes gruesas que están aisladas térmicamente para mantener las condiciones óptimas de temperatura necesarias para la fermentación de la leche hervida caliente a la que se han añadido lactobacillus. Una estándar tiene una capacidad de 5-7 frascos con su tapa, de 125 o 150 g de capacidad, que se colocan en un recipiente grande (en algunos modelos no hay frascos y solo hay un único recipiente para el yogur). Normalmene son eléctricas, no tienen mucha potencia ya que no suelen superar los 14 W, lo que es suficiente para su perfecto funcionamiento, y para mayor comodidad, el dispositivo está equipado con un temporizador, según el modelo.

## Funcionamiento
El usuario debe calentar la leche a una temperatura relativamente alta (alrededor de 80 °C) antes de agregar el futuro producto. A continuación se enfría a una temperatura de alrededor de 40 °C y se le agrega aproximadamente dos cucharadas soperas de yogur, «infectando» así la leche con bacterias, que convierten el resto de la leche en yogur en el entorno estable de la yogurtera. La fermentación tarda al menos seis horas, aunque el consumidor puede elegir el tiempo de fermentación del yogur a su gusto.

## Historia
Las primeras menciones del aparato se remontan a 1918, cuando el español Isaac Carasso, futuro fundador de la empresa Danone, inició la producción industrial de yogur en su laboratorio, para lo cual utilizó la primera yogurtera. La yogurtera Carasso no era muy diferente de los dispositivos modernos y era un gran recipiente de vidrio que se calentaba usando una estufa eléctrica, con una tapa sellada herméticamente. Para hacer el yogur, se vertió leche previamente hervida y enfriada, mezclada con lactobacillus en un recipiente, después de lo cual se cerró bien la tapa y un elemento calefactor mantuvo una cierta temperatura durante 6-8 horas, por lo que se produjo el proceso de fermentación. Luego la mezcla se enfrió, produciendo yogur.
Otras fuentes dan como inventor del aparato al oficial alemán nazi, Paul Hafner, refugiado en la España franquista desde los años 50.

## Ventajas
Las principales ventajas del yogur casero son:
- frescura.
- ausencia de conservantes innecesarios, colorantes, saborizantes, etc.
- precio: 200 ml de yogur casero cuestan aproximadamente veinte céntimos de euro.

La calidad del yogur casero depende principalmente de la leche con la que se elabora, y también sobre el yogur original de donde proceden las bacterias.